# イタペティニンガ
イタペティニンガ（ポルトガル語: Itapetininga）は、ブラジル、サンパウロ州の自治体。地名は現地のトゥピ語から来ている。
州の南西部に位置し、「学校の街」（シダーデ・ダス・エスコラス）として知られる。
1770年に自治行政権を獲得した。

## 出身有名人
- ジュリオ・プレステス - 政治家